# Poort Waerachtig

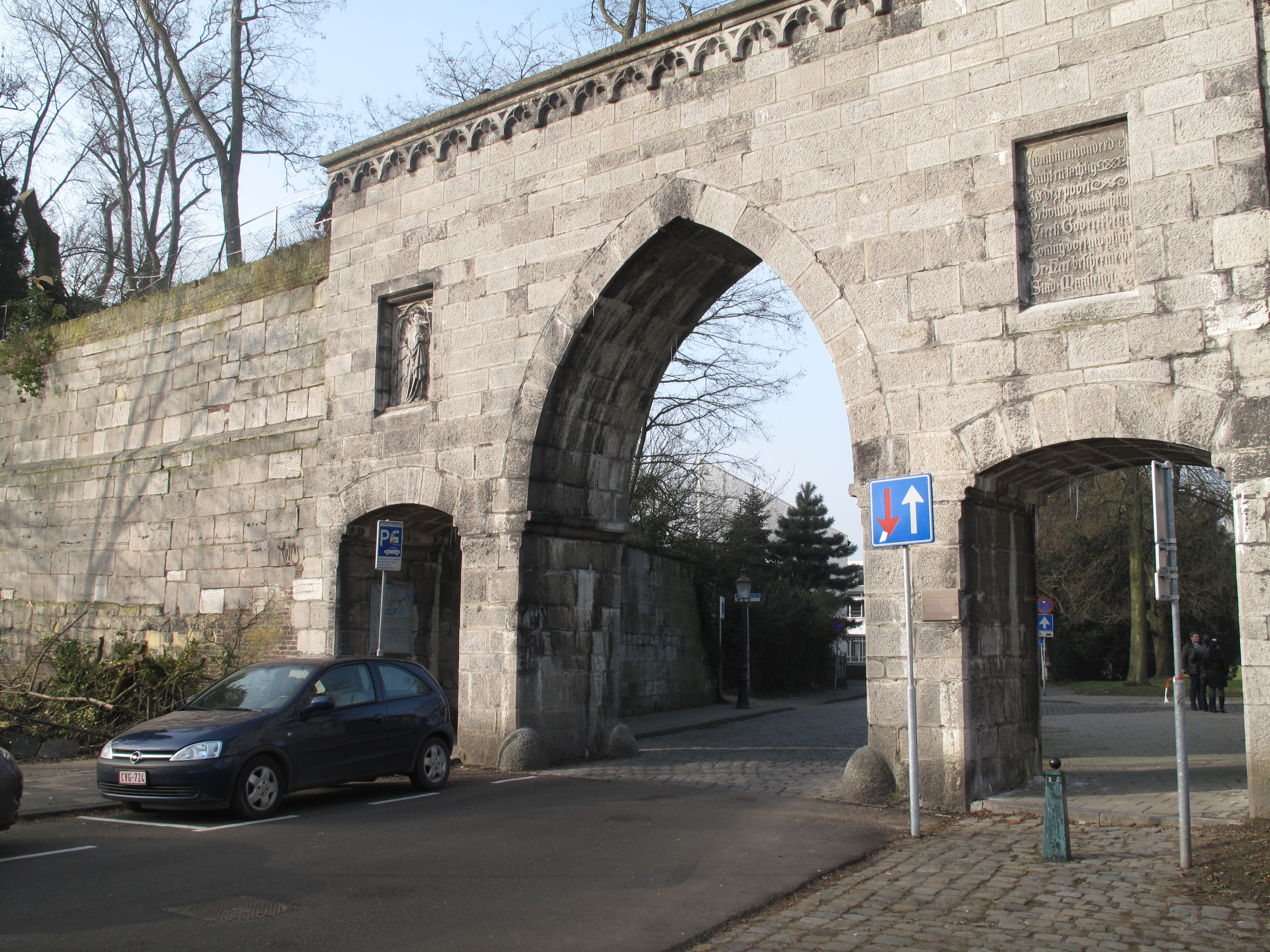
Poort Waerachtig in 2011

De Poort Waerachtig, ook Poort Waarachtig, is een 19e-eeuwse poort in het centrum van de Nederlandse stad Maastricht. De poort is gebouwd als pseudo-stadspoort in een deel van de middeleeuwse stadsmuur om een verbinding tot stand te brengen tussen de Begijnenstraat en de Sint Pieterskade in het Jekerkwartier.

## Geschiedenis
De neogotische poort is aangelegd in 1887-'88 als doorbraak in de ommuring van de Nieuwstad, om toegang te krijgen tot het nieuw aangelegde Villapark. Daartoe werd in de jaren 1884-'85 een dam gelegd in de open verbinding van het Jekerdal met het Kanaal Luik-Maastricht. De dam verbond het nieuwe plantsoen in de oostelijke Kommen (in 1903 Mgr. Nolenspark genoemd) met de Begijnenstraat en de verdere binnenstad. Aan de oostzijde fungeerde de nieuwe weg als kade langs het bestaande zwaaigat voor de scheepvaart in de Zwanengracht, aan de voet van het rondeel De Vijf Koppen. Deze 'loskade bij de Zwanenvijver' kreeg in 1903 de naam Sint Pieterskade. De Jeker werd met drie sifons onder de dam doorgevoerd, maar deze bleken in later jaren het wateraanbod bij hoge waterstand niet aan te kunnen.

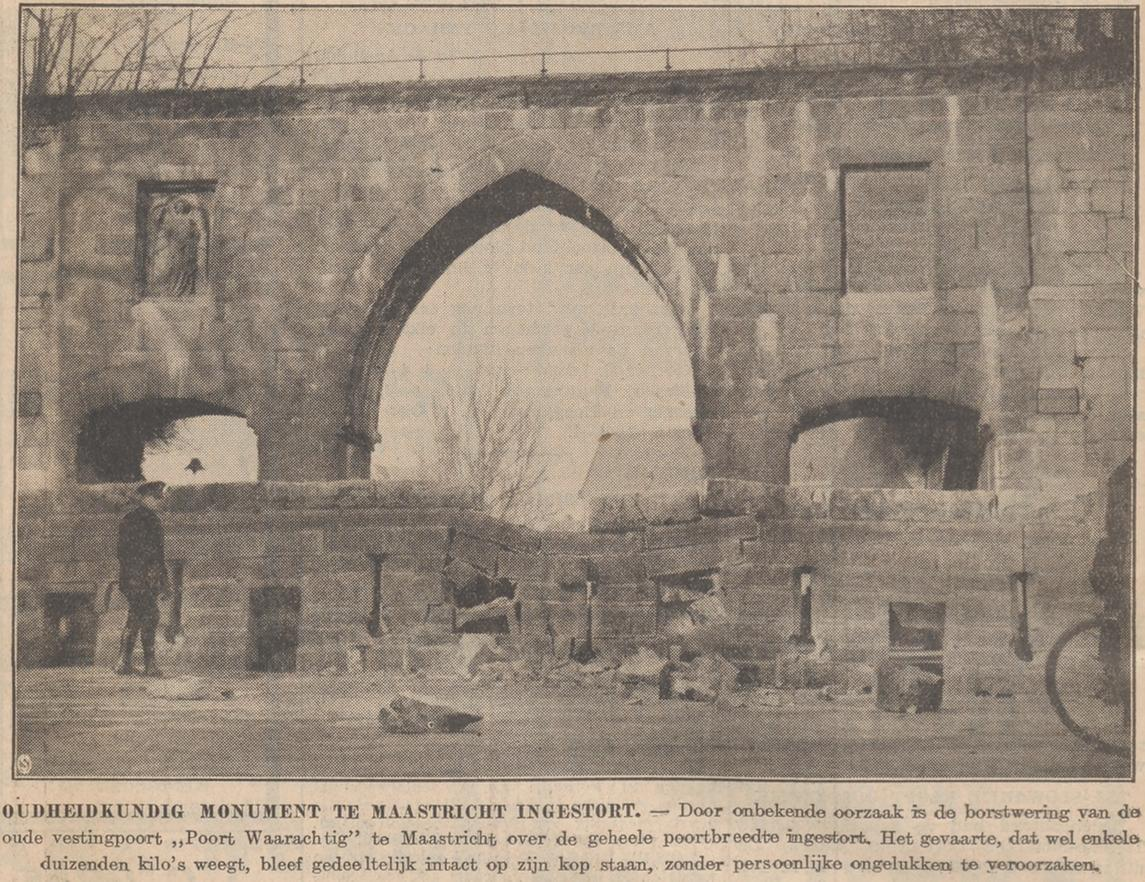
Februari 1936: de kantelen liggen ondersteboven voor de poort

De bouw van de poort veroorzaakte een 13 m breed gat in de courtine tussen de twee laatmiddeleeuwse rondelen Haet ende Nijt en De Vijf Koppen. De poort heeft drie doorgangen: links en rechts een voor voetgangers, en in het midden een bredere en hogere voor het verkeer. De poort is dus geen originele stadspoort in de ommuring van de stad, zoals soms wordt verondersteld. De ontwerper is waarschijnlijk de Roermondse architect Pierre Cuypers, in samenspraak met de Maastrichtse geschiedkundige Victor de Stuers. De poort had oorspronkelijk kantelen met schietgaten, die echter ondersteboven werden aangebracht door de aannemer: het schietgat boven in plaats van beneden. De kantelen van 1½ meter hoog waren niet of vrijwel niet verankerd, maar stonden als verbonden hardstenen blokken op de poort. Op 12 februari 1936 kantelde dit geheel van 15 000 kilo van tien meter hoogte naar beneden; Er werd nog rekening gehouden met herbouw, maar bij de reparatie, die zo'n duizend gulden kostte, werden de kantelen werden niet meer geplaatst. Het wandelpad over de poort werd afgesloten.

## Versiering en naamgeving
Op de veldzijde (buitenzijde) van de poort zijn boven de voetgangersdoorgangen reliëfs aangebracht. Links staat de stadsengel met het Maastrichtse stadswapen, ontworpen en uitgevoerd door Frans van de Laar, rechts een vers van De Stuers:
"In achttienhonderdachtentachtig / Is deze poort gebouwd Waerachtig. / Vreest God, eert den Koning, doet uw plicht / De Heer bescherme de stad Maastricht."
In de volksmond werd de naam al snel Poort Waerachtig, De officiële benaming Villapark(s)poort is amper gebruikt; ook Begijnenpoort en Zwanenpoort sloegen niet aan.

## Hekeldichten
De gekunstelde tekst op de poort gaf aanleiding tot hekeldichten: De Poort „Waarachtig" heeft altijd zéér gewerkt op den humoristischen aanleg der Maastrichtenaren, die zich in den loop der jaren vaker met varianten op dit litterair opschrift hebben vermaakt.
- Maastrichter Almanak, 1889: "In achttien honderd acht en tachtig / Werd dees poort gebouwd waarachtig / Burgers van de stad Maastricht / Met wier geld ze werd gesticht / Slaapt, eet en drinkt op Uw gemak / En koopt vooral den Almanak!" Een vervolgrijm in het Maastrichts suggereert dat de poort speciaal was gebouwd als uitgang voor Maastrichtenaren die de stadsbelasting wilden ontvluchten.[8]
- Naar aanleiding van een overstroming van de Jeker die de poort blokkeerde: "In achttien honderd acht en tachtig / Werd deze poort gebouwd, waarachtig / Maar in achttien honderd negentig en één / Kon er geen mensch meer doorheen"[6]
- Bij het neerstorten van de kantelen: "In het jaar zes-en-dertig na negentienhonderd / Zijn de kanteelen naar beneden gedonderd / Vreest niets, betaal belasting en doet Uw plicht: / Gemeentewerken beschermt Maastricht!"[8]

## Galerij

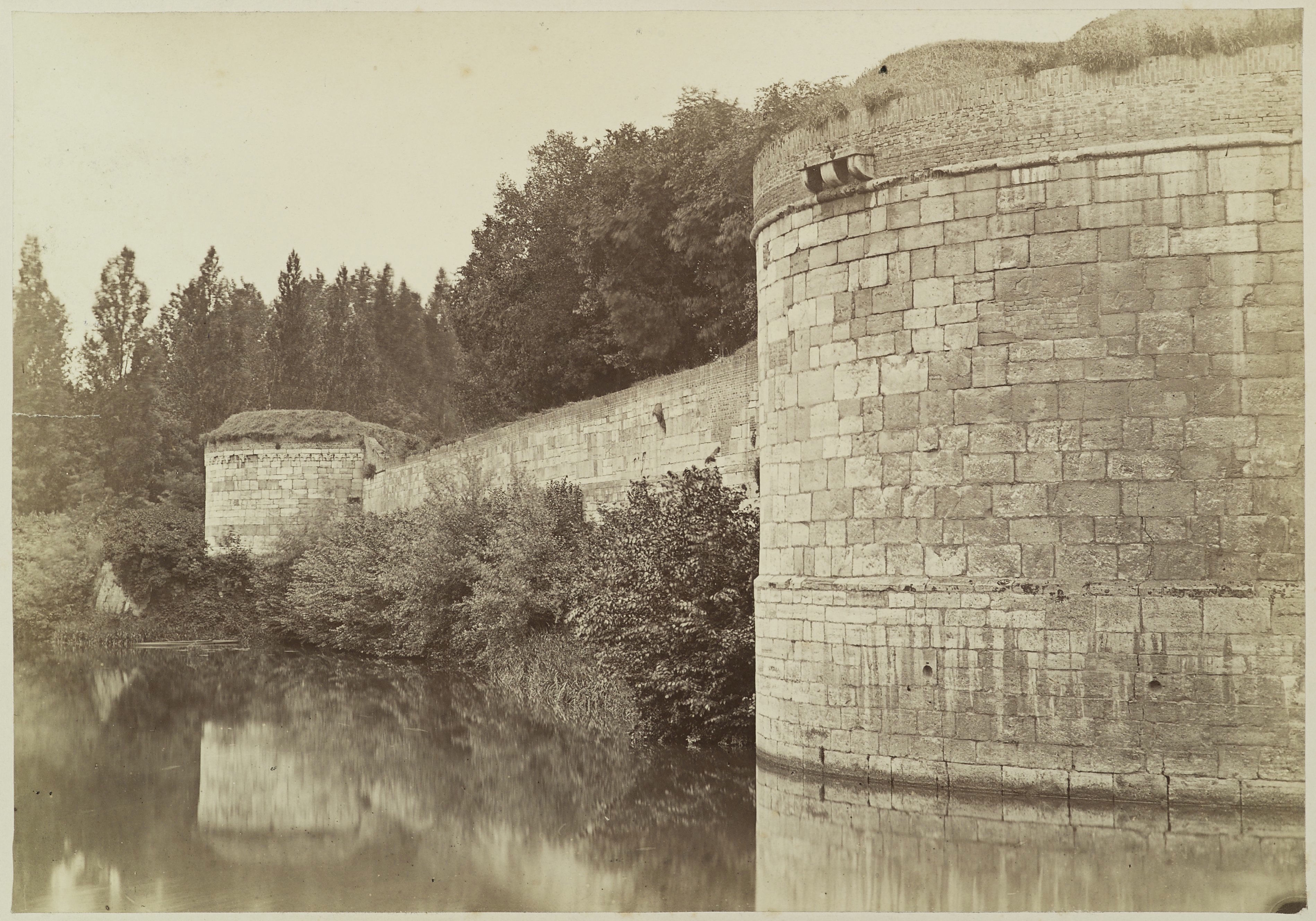
De stadsmuur nog zonder poort
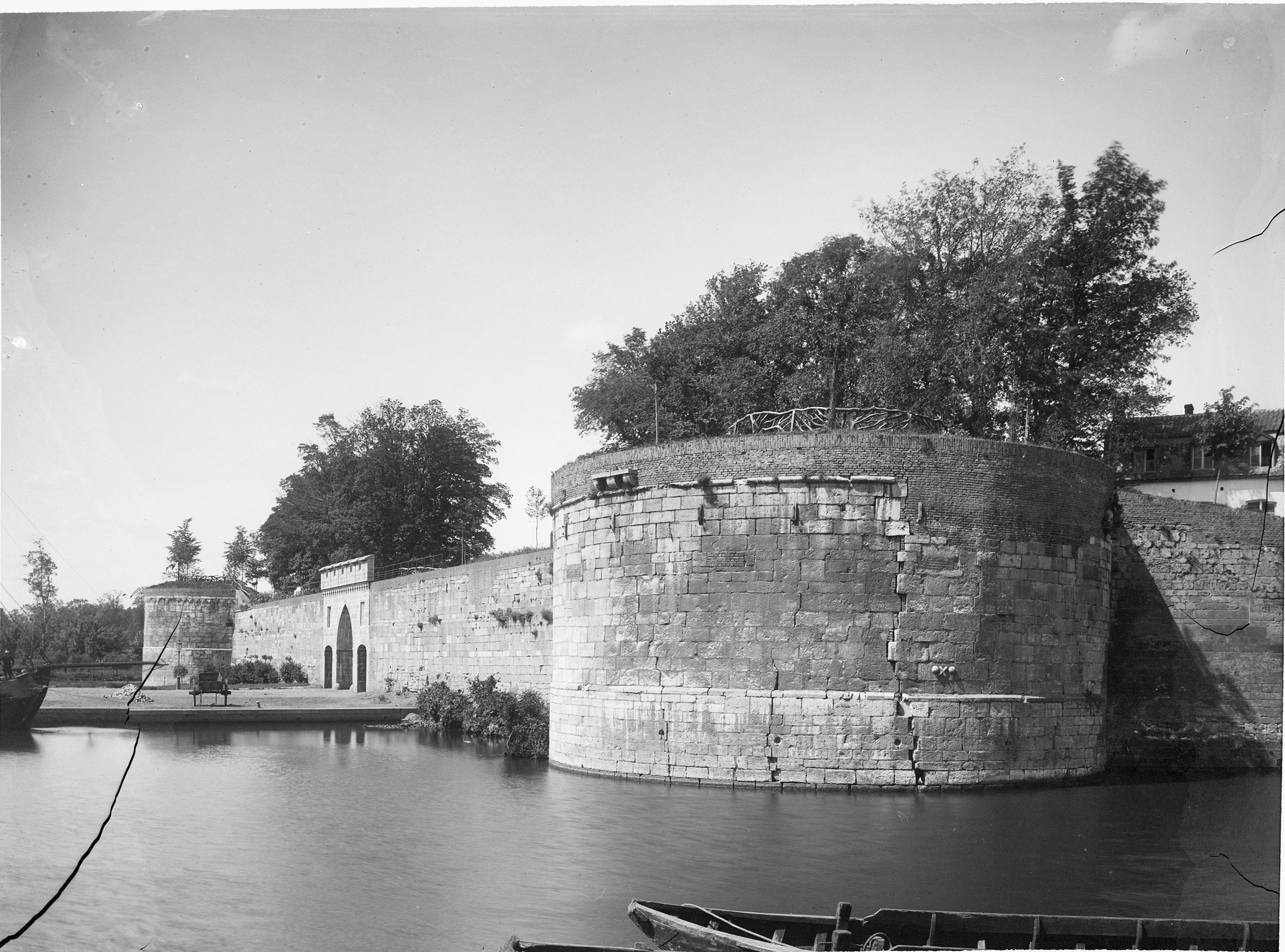
Met poort, 1893
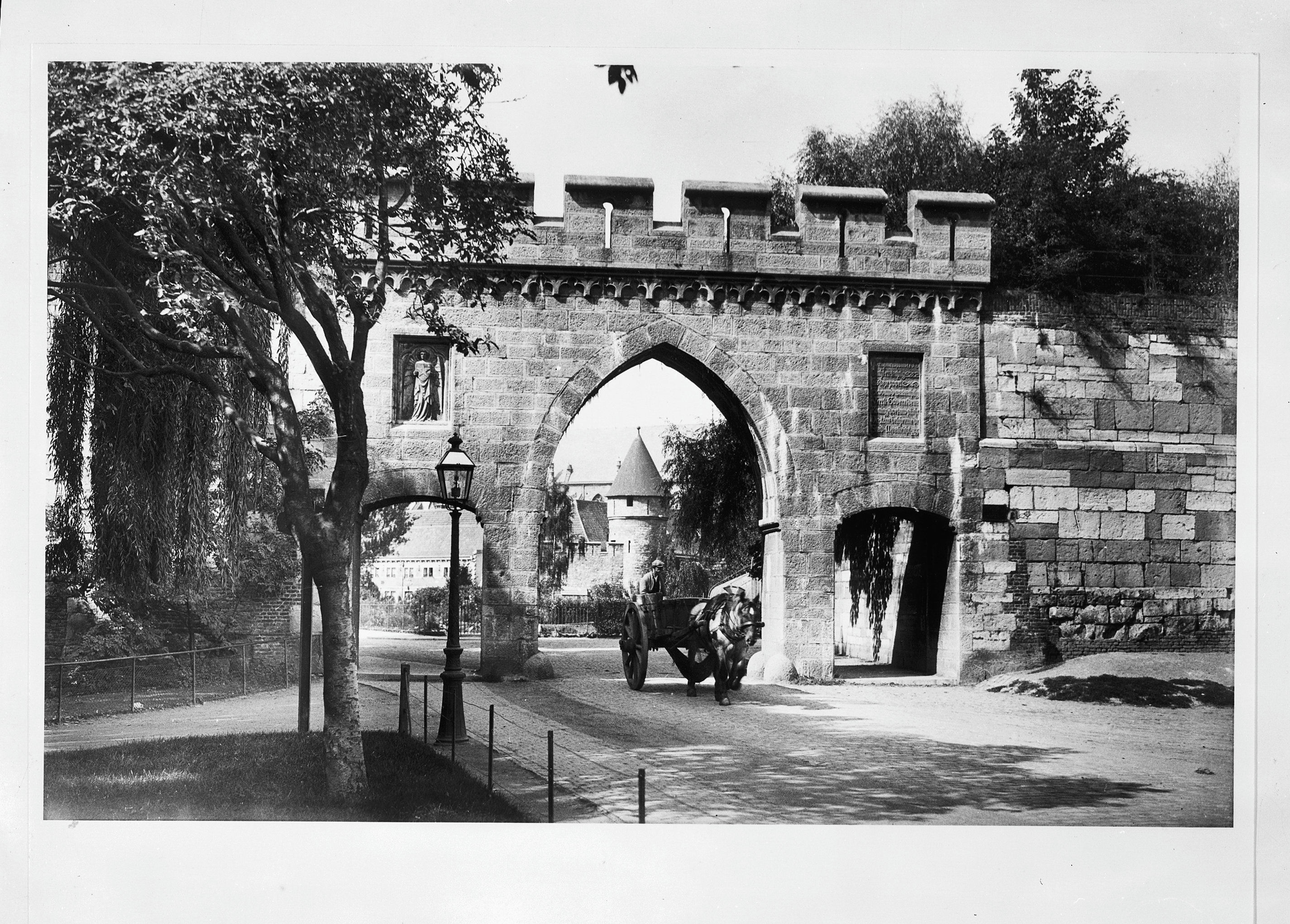
Poort met kantelen, 1930
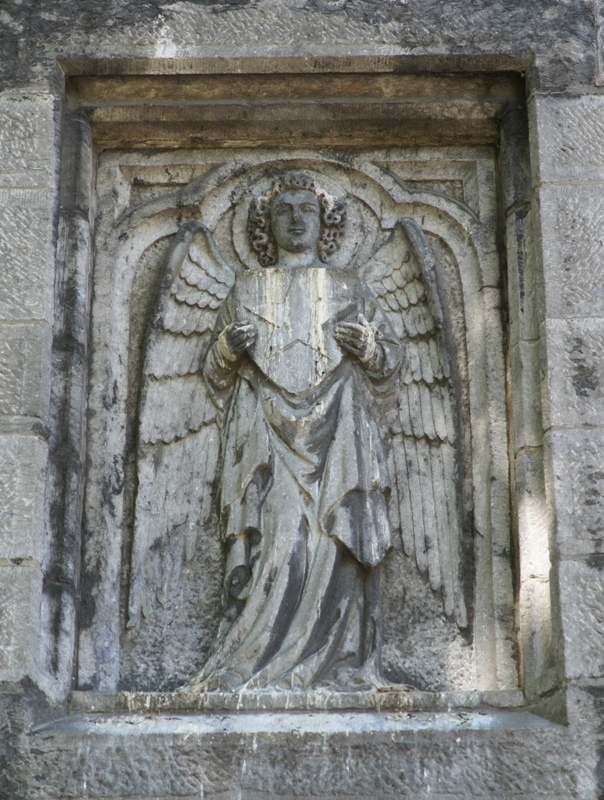
Reliëf stadsengel (F. v.d. Laar, 1887)